# Chuck Cooper
Charles H. "Chuck" Cooper, född 29 september 1926 i Pittsburgh, Pennsylvania, död 5 februari 1984, var en amerikansk basketspelare. Han var en av de tre som rättmätigt kan hävda att de var den första afroamerikanska spelaren i NBA.
Cooper var den första svarta spelaren att draftas av ett NBA-lag, 1950. Kort därefter var Nat "Sweetwater" Clifton den förste som skrev kontrakt med ett NBA-lag. Till slut blev Earl Lloyd den förste afroamerikanen att spela en match i NBA. Det skedde i början av säsongen 1950/1951 och berodde på att Lloyds lag började säsongen en dag före Coopers lag och fyra dagar före Cliftons lag.
Cooper hade en framgångsrik NBA-karriär. Han spelade i Boston Celtics och Milwaukee Hawks innan han avslutade karriären i Fort Wayne Pistons. Han spelade totalt 409 matcher, gjorde 2 725 poäng och tog 2 439 returer.
2019 blev Cooper invald postumt i NBA:s Hall of Fame.

## Lag
- Boston Celtics (1950–1954)
- Milwaukee / St. Louis Hawks (1954–1956)
- Fort Wayne Pistons (1956)